# کارلو والی
کارلو والی (ایتالیایی: Carlo Valli؛ زادهٔ ۴ اکتبر ۱۹۴۳) بازیگر، صداپیشه و مدیر دوبلاژ اهل ایتالیا است.
وی دوبلور رسمی ایتالیایی رابین ویلیامز بود.
از فیلم‌هایی که وی در آن نقش داشته‌است، می‌توان به فروشگاه بزرگ اشاره کرد.